# Bioarctic
Bioarctic AB är ett svenskt forskningsföretag för läkemedel. Det är sedan 2017 noterat på Stockholmsbörsen (stora företag).
Bioarctic grundades 2003 av Lars Lannfelt och Per Gellerfors och utvecklar läkemedel och diagnostiska hjälpmedel för sjukdomar i det centrala nervsystemet som Alzheimers sjukdom och Parkinsons sjukdom. Bioarctic har sedan 2005 ett långsiktigt samarbete med det japanska läkemedelsföretaget Eisai.